# Hutu Power
Le Hutu Power est un mouvement idéologique d'extrémistes hutus au Rwanda et Burundi partisan du nationalisme ethnique. Son nom tient du mot d'ordre utilisé par ses dignitaires pour exprimer en anglais le pouvoir exclusif des Hutus sur un Rwanda purifié de la présence des Tutsis. Il a d’ailleurs contribué au Génocide des Tutsi au Rwanda ainsi qu'au massacre de Hutus modérés en 1994.
Le Hutu Power fut fondé en février 1993 à la suite d'une attaque du Front patriotique rwandais qui mit les forces gouvernementales en déroute et provoquèrent la fuite d'un million de civils durant la guerre civile rwandaise. Selon Jean Paul Kimonyo, un conseiller politique au cabinet du président du Rwanda Paul Kagamé, son noyau, l’Akazu, est d’ailleurs constitué de proches de la famille de feu l’ancien président Rwandais Juvénal Habyarimana et de celle de son épouse, Agathe Habyarimana.
Le mouvement a animé le gouvernement intérimaire rwandais, constitué dans les jours qui suivirent l’attentat du 6 avril 1994 contre le président Habyarimana. Ce gouvernement a entraîné dans son action exterminatrice un grand nombre de paysans, instituteurs, médecins, universitaires, commerçants, juges, religieux, bourgmestres, préfets, grâce à une campagne médiatique puissante et efficace lancée depuis 1993, par la Radio Mille collines, et la formation en 1992 d’une milice de jeunes, les Interahamwe.
Jean-Pierre Chrétien associe le mouvement au fascisme tropical.

## Contexte
Le royaume rwandais était traditionnellement gouverné par un mwami, ou roi, tutsi ; tout indique que les peuples hutus et Twas étaient inclus au sein du gouvernement, bien que le peuple twa fut beaucoup moins représenté que le peuple hutu qui était plus important en nombre d'habitants. La division entre Tutsis et Hutus fait souvent référence à un système de castes. Ainsi, un Hutu pouvait atteindre le rang de Tutsi via le mariage ou son succès. Les Tutsis, étant principalement pastoralistes, avaient une place de valeur au sein de la société rwandaise comparés aux agriculteurs Hutus et aux chasseurs-cueilleurs et potiers twas.
La société créa des conceptions de statuts sociaux basées sur les traditions de chaque groupe :
- Les Twas, travaillant majoritairement directement avec la terre (via la poterie), étaient considérés impurs ;
- Les Hutus, qui travaillent aussi avec la terre, mais moins que les Twas, étaient considérés comme moins « purs » que les Tutsis, qui ne travaillaient pas directement avec la terre[3].

Lorsque l’Allemagne et plus tard, la Belgique, colonisèrent le royaume, ils réinterprétèrent la stratification comme une division de races ou d’ethnies, perçue à travers les hypothèses hamitiques. Des auteurs européens comme John Hanning Speke ont décrit des Tutsis comme étant d’origine ‘hamitique’, ayant constitué une invasion nilotique de l’Éthiopie moderne, amenant la civilisation à la ‘race’ nègre. Cela a eu comme résultat un favoritisme envers les Tutsis, aux dépens des Hutus et Twas par l’administration coloniale. De plus, ils imposèrent un système de cartes d’identité et de classification ethnique en recensement, ce qui renforça la division ethnique artificielle et contribua aux tensions entre les groupes.

### Changement dans la domination coloniale belge
Vers la fin de la domination belge, le gouvernement commença à favoriser le groupe hutu, qui s’organisait pour plus d’influence. Les fonctionnaires coloniaux flamands, hostiles vis-à-vis de leurs voisins français en Europe, sympathisèrent avec le peuple Hutu, puisqu’ils voyaient des similarités d’oppression.[réf. nécessaire] De façon plus significative, l’administration belge craignait la montée du communisme et d’un régime socialiste panafricain mené par Patrice Lumumba de la République démocratique du Congo. Puis, le haut résident Guillaume Logiest organisa les premières élections démocratiques au Rwanda afin d’éviter d’autres politiques radicales. En tant que population majoritaire, les Hutus élurent leurs candidats à la majorité des postes au sein du nouveau gouvernement.

## Création du Hutu Power
À la suite du coup d'État de 1973, le président de la seconde république, d’ethnie hutue et nordiste, utilisa les tensions ethniques afin d'asseoir son pouvoir. Des radicaux Hutus, travaillant avec son groupe cooptèrent l’hypothèse hamitique, décrivant le peuple tutsi comme des étrangers, envahisseurs et oppresseurs du Rwanda. Quelques radicaux Hutus demandèrent même que les Tutsis soient « renvoyés en Éthiopie », en référence à leur supposée terre natale. Ce nouveau concept de Hutu Power idéalisa une pré-« invasion » du Rwanda : un territoire « ethniquement pur » dominé par les Hutus.

## Sous Habyarimana
.
En 1973, le général et ministre de la défense, Juvénal Habyarimana, d’origine hutue, soutenu par des Rwandais plus radicaux du Nord, renversa Kayibanda en ordonnant de le faire tuer, lui et sa femme. Beaucoup de ses supporteurs venaient de son district du nord, descendants des royaumes Hutus qui ont été semi-autonomes avant la période de colonisation. L’administration sortante donna raison aux Tutsis, alors que la violence soutenue par le gouvernement était plus sporadique que sous Kayibanda.
Avec des conditions économiques difficiles et les menaces d’invasion du FPR, Habyarimana se mit à encourager les tensions ethniques.

## Voix du Hutu Power
Le Hutu Power acquit une variété de porte-paroles. Hassan Ngeze, un entrepreneur recruté par le gouvernement pour combattre la publication Kanguka, créa et édita Kangura, un journal radical du mouvement Hutu Power. Il publia les « dix commandements du Hutu », qui incluait entre autres :
- Les Hutus et Tutsis ne devraient pas se marier ensemble ;
- Le système d’éducation se doit d’être composé d’une majorité hutue (reflétant la population) ; et
- Les forces armées rwandaises devraient être exclusivement hutues.

Radio Télévision Libre des Mille Collines diffuse des émissions de radio suggérant de ne plus tolérer le peuple tutsi, répétant les 10 commandements hutus, et créant du support à l’idéologie du Hutu Power. Il s’agissait là d’une tentative de mobilisation de la population pour aider à éradiquer les Tutsis, qui étaient alors considérés comme des menaces à l’ordre social et politique atteint depuis l’indépendance,. Le politicien Léon Mugesera fit un discours :
« Do not be afraid, know that anyone whose neck you do not cut is the one who will cut your neck… Let them pack their bags, let them get going, so that no one will return here to talk and no one will bring scraps claiming to be flags! »
« Ne soyez pas effrayés, sachez que quiconque à qui vous ne tranchez pas le cou tranchera le vôtre… Laissez-les faire leurs bagages, laissez-les aller, pour que personne ne revienne ici pour parler et que personne ne ramène de restes en les faisant passer pour des drapeaux ! »
Les programmes radio référaient fréquemment aux Tutsis comme inyenzi, un mot kinyarwanda qui signifie « cafard ».

## Mobilisation pour génocide
Durant les tentatives de négociation qui aboutirent aux accords d'Arusha entre le gouvernement rwandais et le FPR pour mettre un terme à la guerre civile rwandaise débutée en 1990, des radicaux hutus commencèrent à rapporter qu’Habyarimana se faisait manipuler par des Tutsis et des Hutus modérés. Ils calomnièrent la Première ministre du moment Agathe Uwilingiyimana.
Suivant l’assassinat d’Habyarimana, un geste que les gens ont d’abord spéculé avoir été fait par des extrémistes tutsis, les forces du Hutu Power mobilisèrent les milices, plus particulièrement Interahamwe, ainsi que la population, afin de transporter les milliers de corps résultant des massacres du génocide rwandais. La garde présidentielle assassina la Première ministre Uwilingiyimana ainsi que de nombreux autres officiers et responsables politiques modérés du gouvernement opposés à la violence.

## Conséquences
Plusieurs porte-paroles du Hutu Power ont été arrêtés après le génocide, accusés et convoqués à des procès.
- Ngeze fut arrêté et condamné à 35 ans d’emprisonnement.
- En 2005, Mugesera fut déporté du Canada au Rwanda afin d’obtenir procès pour son rôle dans le massacre[10],[11].